# Clubiona reclusa
Clubiona reclusa este o specie de păianjeni din genul Clubiona, familia Clubionidae, descrisă de O. P.-cambridge, 1863. Conform Catalogue of Life specia Clubiona reclusa nu are subspecii cunoscute.